# معهد السلامة المهنية للتأمين ضد الحوادث الاجتماعية الألمانية

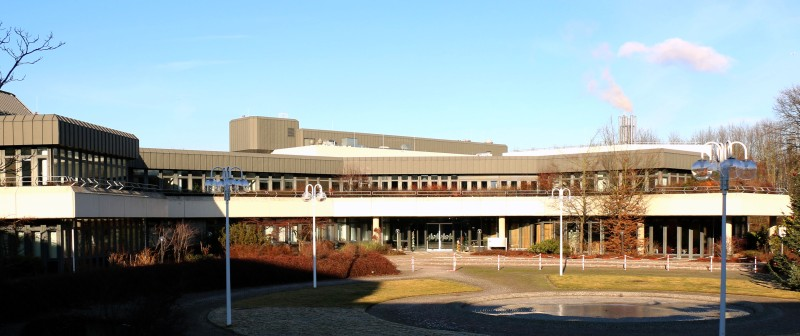
صورة للمعهد

معهد السلامة المهنية للتأمين ضد الحوادث الاجتماعية الألمانية (بالألمانية: Institut für Arbeitsschutz der Deutschen Gesetzlichen Unfallversicherung) ومختصره IFA هو معهد ألماني يقع في بلدة زانكت آوغستين قرب بون. تأسس عام 1935 ثم أعيد تأسيسه عام 1953.
ويدعم المعهد المؤسسات الألمانية للتأمين ضد الحوادث الاجتماعية ويدعم المنظمات في ألمانيا في حل المشاكل العلمية والتقنية المتعلقة بالسلامة والصحة المهنيتين. وتتمثل مهمات المعهد في الأهداف التالية:
- البحث والتطوير والتحقيقات
- اختبار المنتجات وعينات المواد
- قياسات مكان العمل والمشورة
- المشاركة في هيئات وضع المعايير والنظم
- المعلومات التقنية والخبرة

## روابط خارجية
- الموقع الرسمي
- IFA/IAG-Database الإصدارات
- IFA-Manual
- IFA-Arbeitsmappe